# Anarta mabillei
Anarta mabillei là một loài bướm đêm trong họ Noctuidae.